# Zvezda Ch-23
Ch-23 Grom (ryska: Х-23 Гром (åska), NATO-rapporteringsnamn: AS-7 Kerry) var Sovjetunionens första precisionsstyrda attackrobot.

## Utveckling
De första testerna med att använda den ledstrålestyrda jaktroboten K-5 (AA-1 Alkali) mot markmål genomfördes 1963, men kombinationen av dålig precision och liten sprängladdning visade snart att roboten inte var lämplig för detta.
1965 började USA att använda roboten AGM-12 Bullpup i Vietnamkriget och Nordvietnam begärde att få köpa ett motsvarande vapen från Sovjetunionen. Därför började designbyrån Vympel att konstruera en attackrobot baserad på R-8 (AA-3 Anab) som fick beteckningen Ch-66. Eftersom kravet var att den skulle kunna avfyras från existerande flygplan så använde den samma flygkropp och styrsystem som R-8, men sprängladdningen ökades från 13 kg till 100 kg. De första provskjutningarna ägde rum 1967 och roboten togs i tjänst 1968.
Den största nackdelen med Ch-66 var ledstrålestyrningen som gjorde att det vapenbärande flygplanet måste hålla nosen riktad mot målet för att styra roboten. Därför utvecklades en ny version av roboten till det då nya attackflygplanet MiG-23 med kommandostyrning på samma sätt som AGM-12 Bullpup. Roboten som fick beteckningen Ch-23 började provskjutas 1968, men det dröjde till 1970 innan man lyckades få radiolänken tillförlitlig. Ch-23 togs i tjänst 1973.
Utvecklingen av Ch-23 ledde vidare till Ch-25 (AS-10 Karen) och Ch-27 (AS-12 Kegler).

## Versioner
- Ch-66 – Ledstrålestyrd robot baserad på jaktroboten K-8.
- Ch-23 – Fjärrstyd version utvecklad för MiG-23.
- Ch-23M – Identisk med Ch-25R.
- Ch-23L – Identisk med Ch-25.